# Ari Benjamin Meyers
Ari Benjamin Meyers (* 1972 in Long Island, New York) ist ein amerikanischer Pianist, Komponist, Dirigent und Künstler.

## Leben
Ari Benjamin Meyers studierte Klavier und Komposition an der  Juilliard School, der Yale University und am Peabody Institute in Baltimore. Mit den Künstlern Anri Sala, Tino Sehgal und Dominique Gonzalez-Foerster arbeitete er ebenso zusammen wie den Bands Einstürzende Neubauten und Chicks on Speed. Meyers komponierte zudem klassische Musikstücke für die Münchner Symphoniker und das Hong Kong New Music Ensemble.
Ari Benjamin Meyers lebt in Berlin. Seit Herbst 2024 vertritt Meyers die Professur von Dominique Gonzalez-Foerster an der Kunstakademie Düsseldorf.

## Performances und Ausstellungen
2019
- Tacet,  Kasseler Kunstverein, Kassel (mit Jörn Schafaff, kuratiert von Judith Waldmann)

2018
- Kunsthalle for Music, Witte de With, Rotterdam
- Four Liverpool Musicians (Bettie, Budgie, Ken Louisa), Liverpool Biennial
- Staatsorchester, Städtische Galerie im Lenbachhaus, München
- Changing of The Guard, Schauspielhaus Bochum

2017
- The Name Of This Band is The Art (Lyon), Biennale de Lyon
- Solo for Ayumi, Esther Schipper, Berlin
- SYMPHONY 80, Städtische Galerie im Lenbachhaus und Kunstbau, München
- An exposition, not an exhibition, Spring Workshop, Hongkong

2016
- Musikwerke Bildende Künstler, Hamburger Bahnhof (Gruppenausstellung)
- The Name Of This Band is The Art, RaebervonStenglin Zürich (Einzelausstellung)
- Memories of the Future, Muzeum Sztuki Nowoczesnej w Warszawie (3 day in-situ intervention)
- Elevator Music, TRAFO Center for Contemporary Art, Poland. Part of Sound Systems (group show), (kuratiert von Marie-Eve Lafontaine)
- Serious Immobilities, K20 Düsseldorf (Performance)
- Serious Immobilities (Workshop Version), ImpulsTanz Wien (Workshop Performance)

2015
- Cairo Off Biennale(kuratiert von Simon Ndjami)
- music, Fahrbereitschaft – Haubrok Collection (Gruppenausstellung)
- Performance Lecture, National Gallery of Kosovo
- Symphony X13B, Brandenburger Symphoniker, Brandenburger Theater
- Untitled for Choir (Beating Time), Martin-Gropius-Bau, Berlin
- The Verismo Project, Kunst im Kino, Kino International, Berlin (Gruppenausstellung)

2014
- Frost Radio, Seoul (Korea)
- Symphony X (installation version), K21, Düsseldorf (Performance)
- Symphony X (installation version), KW Berlin (Performance)
- Mutual Life Company, Theater der Welt, Mannheim (Performance)
- Supergroup, Tanzhaus NRW (Gruppenausstellung)
- Just in Time, Just in Sequence, Schauspielhaus Bochum/This Is Not Detroit
- I Take Part and the Part Takes Me, Galerie Tanja Wagner, Berlin (Gruppenausstellung)
- The Lightning and Its Flash (Solo for Conductor), New Initiative for Europe, Akademie der Künste, Berlin
- The New Empirical, Hatje Cantz & Du Moulin im Bikini (Gruppenausstellung)

2013
- November 1, 2013 / 7:30 - 8:30 pm (Clock Out), ICI Berlin (Lesung)[7]
- Black Thoughts, Esther Schipper, Berlin (Einzelausstellung)
- Chamber Music (Vestibule), Berlinische Galerie (Installation)
- Songbook, Esther Schipper (Einzelausstellung)
- SOLO, Haus der Kunst, München (Performance)

2012
- Symphony X (installation version), Springdance Festival (Performance)
- I Wish This Was a Song. Music in Contemporary Art, Nationalmuseum Oslo, Oslo (Gruppenausstellung)
- SOLO, Brecht-Haus, Berlin als Teil der Brecht Tage (Performance)
- dOCUMENTA (13)[8]

2011
- End of the Dream, Mica Moca, Berlin (Gruppenausstellung)
- SOLO, Hebbel-Theater, Berlin (Performance)
- Symphony Editions, Berlin Weekly (Gruppenausstellung)
- The Lightning and Its Flash, Galerie VeneKlasen/Werner, Berlin (Performance)

## Gemeinschaftsprojekte
2018
- Die Perser, mit Ulrich Rasche, Salzburger Festspiele/Schauspiel Frankfurt

2017
- Sieben Tore von Theben/Antigone, mit Ulrich Rasche, Schauspiel Frankfurt

2016
- Untitled Ballet, mit Tino Sehgal, Pariser Oper
- Die Räuber, mit Ulrich Rasche, Residenztheater München

2015
- Das Erdbeben in Chili, mit Ulrich Rasche, Stadttheater Bern
- Dantons Tod, mit Ulrich Rasche, Schauspiel Frankfurt

2014
- The Opera Game, mit Dominique Gonzalez-Foerster, Fondation Louis Vuitton, Paris
- Kosmische Oktave, mit Ulrich Rasche, Sophiensæle, Berlin
- Paper Poem, mit Jeeun Choi, Agneskloster, Prag

2013
- Ravel, Ravel, mit Anri Sala, Französischer Pavillon Biennale di Venezia
- Ghost Recordings, mit Sora Kim, Tina Kim Gallery, New York

2012
- Belle Comme le Jour, mit Dominique Gonzalez-Foerster (Film)
- This Variation, mit Tino Sehgal, dOCUMENTA (13), Kassel
- To the Moon via the Beach, mit Dominique Gonzalez-Foerster, LUMA Foundation, Arles
- T.451, mit Dominique Gonzalez-Foerster, Tensta Konsthall
- The Breathing Line, mit Anri Sala, Irish Museum of Modern Art
- Wide Open School, mit Dominique Gonzalez-Foerster, Hayward Gallery, London
- 32 m.ü.NHN - 114,7 m.ü.NHN, mit Cyrill Lachauer, Berlinische Galerie

2011
- The Fairytale Recordings, mit Saâdane Afif, Schinkel Pavilion, Berlin
- 1395 Days Without Red (Performance version), mit Anri Sala, Centre Pompidou, Paris
- 1395 Days Without Red, mit Anri Sala and Sejla Kameric, Artangel, London (Film)
- 25 Sad Songs, mit Thomas Krupa, Schauspiel Essen
- M.31/K.62/K.85, mit Dominique Gonzalez-Foerster, Hebbel-Theater, Berlin

2010
- K.62/M.73/K.85, mit Dominique Gonzalez-Foerster, Kaaitheater, Brüssel
- K.62/K.85, mit Dominique Gonzalez-Foerster, Performa ’09 commission, New York
- Sol is going home..., mit Dominique Gonzalez-Foerster, Whitechapel Gallery, London
- Life Flag, mit Sabine Kacunko, Robert Koch-Institut, Berlin

2009
- Eichbaumoper, mit Raumlabor Berlin, Schauspiel Essen/Musiktheater im Revier Gelsenkirchen
- Musikmaschine, mit La Fura dels Baus, Saarländisches Staatstheater

2008
- Berlin Alexanderplatz, mit Thomas Krupa, Theater Freiburg
- NY.2022, mit Dominique Gonzalez-Foerster, Solomon R. Guggenheim Museum, New York
- Untitled, mit Tino Sehgal, Hebbel-Theater, Berlin